# Osiris (Serverless Portal System)
Osiris sistema de portal sin servidor (usualmente abreviado como 'Osiris sps o 'Osiris) es una Freeware programa usado para crearlo portales web distribuidos a través de peer-to-peer en red (P2P) y autónomo de los servidores centralizados. Está disponible para Microsoft Windows y GNU / Linux los sistemas operativos.
A diferencia de las herramientas comunes que se utilizan para publicar información en Internet, tales como [Contenido [sistema de gestión]] s, Internet foro s o blog s basado en un sistema centralizado, los datos de un portal Osiris se comparten (via P2P) entre todos sus participantes. Debido a que todos los contenidos necesarios para la navegación se replican en cada equipo, el portal se puede utilizar sin un servidor central. Así, el portal está siempre accesible, ya que es inmune a la [negación [de servicio]] atentados, proveedor de servicios de Internet limitaciones (por ejemplo, [tráfico [configuración]] y la censura) y fallos de hardware. De este modo, un portal web puede funcionar a muy bajo costo y libre de control externo.

## Historia
El proyecto nació a raíz de una iniciativa similar KeyForum. En ese momento, Berserker contribuido a ese proyecto, pero decidió empezar de cero un nuevo proyecto (escrito por completo en C++), siguiendo una estrategia radicalmente diferente, con el fin de desarrollar algo realmente indestructible y descentralizado.
Otra de las razones para este nuevo proyecto es que él quería desarrollar un software no se limita al único componente de foro web. Clodo se unió al proyecto varios meses después.
El 2 de octubre de 2006, después de 2 años de desarrollo, Osiris fue anunciado oficialmente. En la actualidad el equipo está compuesto por dos desarrolladores (Clodo y Berserker), dos empleados (Danielz y Rei.Andrea) y un grupo de partidarios / beta-testers (muchos de los cuales ya estaban en la KeyForum equipo).
A partir de la versión 0.12, Osiris se ha convertido en multi-plataforma, esto fue posible gracias a la migración de la Visual Studio a wxWidgets biblioteca.

## Características principales
Osiris tiene muchas características que lo convierten en un producto único en la actualidad, es el resultado de la unión entre peer-to-peer (P2P) y portales web.
- Se permite a cualquiera crear un portal web de forma gratuita, sin depender de nadie ni necesidad de conocimientos técnicos especiales.
- Le permite crear contenido anónima, lo que le permite contribuir a la libertad de expresión y el habla.
- Osiris ofrece un completo motor de texto de búsqueda que permite buscar a través de todos los portales de contenido.
- Baja utilización de recursos: con el aumento de usuarios en un portal hay una reducción de la carga de trabajo en los nodos individuales, como el trabajo se distribuye entre todos los nodos de la red.
- Utiliza la infraestructura P2P (basados en Kademlia) para la distribución portales, un campo donde hay pocas alternativas y difícil de usar.
- La administración se basa en el sistema de reputación, que es una nueva forma de gestionar los usuarios en un sistema distribuido sin usar los servidores centrales.

## Conceptos básicos
Osiris se diferencia de los clásicos programas P2P ya que se centra en la seguridad y la gestión de datos distribuida.

### Seguridad
- El sistema es anónimo. No es posible establecer una relación entre un usuario y su dirección IP, por lo tanto, no se puede localizar a la persona que creó el contenido.
- Incluso con acceso físico a una instalación Osiris es imposible localizar al usuario actual sin conocer su contraseña.
- 2048-bit keys digitales garantizar la autenticidad de los contenidos (firmado digitalmente con el fin de evitar la falsificación) y la confidencialidad de los mensajes privados (cifra entre el emisor y el receptor).
- Para evitar que el ISP de interceptar el tráfico, las conexiones y transferencia de datos a un portal (llamado alineamiento), Osiris usa los puertos aleatorios que son encubiertos durante apretón de manos y cifrado punto a punto a través de 256-bit AES .
- La distribución P2P permite que el contenido esté presente en múltiples copias como garantía de supervivencia en caso de fallo de hardware o nodos fuera de línea.
- A medida que los portales se guardan localmente, puede leer los contenidos incluso si usted trabaja fuera de línea.

### El sistema de reputaciones
El sistema de reputaciones y la posterior generación de múltiples puntos de vista de un portal es uno de los aspectos más innovadores del programa. A diferencia de los sistemas "tradicionales", donde siempre se requiere el trabajo de cálculo (cálculo de las estadísticas, la indexación de contenidos, etc ...) realizados por un servidor central, Osiris utilizar un enfoque distribuido, donde se realiza la mayoría de las obras por los usuarios del portal , debido a esto puede haber más puntos de vista distintos de un portal, en función de cuenta utilizada.
Cada usuario es libre de dar reputación (positiva o negativa) a otro usuario de acuerdo con su contribución al portal, con base en estas reputaciones, el sistema procesa las páginas mediante la eliminación de los contenidos de los usuarios evaluados negativamente (por ejemplo, spammers) y la importación de la reputación de los usuarios considerados positivamente. Esto permite la creación de una red de evaluaciones que permite la gestión de un portal. Tenga en cuenta que cada cliente procesa los datos de forma independiente en su máquina en un proceso que se denomina estabilización del portal.

### Monárquico y portales anarquistas
Cuando un usuario crea un portal Osiris, el usuario debe elegir entre dos sistemas de moderación, a saber, "anarquistas" y "monarquía" y la opción no se puede cambiar después de que el portal es creado. En un portal anárquico, cada usuario puede evaluar de otro usuario y así influir en la reputación de ese usuario entre todos los usuarios del portal. De este modo, un portal puede ser moderado sin el uso de un servidor central. La reputación primero siempre es positivo y se espera que el administrador, el usuario que publica el enlace de invitación (firma digital) en el portal. En un portal de la monarquía, los únicos usuarios que pueden generar reputación es el administrador del portal y los asesores que consideraba positivamente. Por lo tanto, solo se puede eliminar o promover el contenido en el portal.

### La pasarela Isis
Isis es una puerta de entrada a los portales web Osiris, escrito en PHP 5, a través del cual es posible explorar un portal sin necesidad de instalar Osiris en su PC.
La particularidad de Isis es la gestión de la carga de trabajo y los datos, que no se encuentran en el servidor público que ejecuta Isis, pero es administrada por los diferentes nodos que ejecutan Osiris. Isis solo reenvía las solicitudes web de los visitantes a los nodos que se han convertido a su alcance, minimizando el uso de recursos del servidor a través del equilibrio de carga de peticiones.
Ya que no es técnicamente posible garantizar el anonimato en este tipo de arquitectura, todos los accesos por Isis son de solo lectura. Esto tiene el doble objetivo de garantizar la privacidad de los usuarios y fomentar el uso de Osiris a participar activamente en un portal.

## Los planes futuros
- Actualmente el software está disponible en Linux y Windows, pero la próxima versión será compatible con OS X, también.
- Para el futuro se prevé un sistema para la gestión de los datos almacenados en el disco, llamado motor de la supervivencia, que elimina automáticamente los contenidos excesivos o innecesarios para mantener la base de datos más ligero y rápido, lo que reduce el tiempo necesario para estabilizar el portal. Lamentablemente, debido a su complejidad, este proyecto está todavía en estudio por los desarrolladores de Osiris.
- Además de esto, los desarrolladores están trabajando en varias optimizaciones, centrándose principalmente en el sistema de alineación y estabilización para hacerlo más rápido y menos intensivo en recursos.
- El 18 de marzo de 2010, MSF anunció Osiris desarrolladores (en sus foros kodeware.net) que están planeando migrar Osiris SPS en un GPL autorizado [software [open-source | software de código abierto proyecto]] en los meses siguientes anuncio.